# Schempp-Hirth Gö-1
Die Göppingen Gö 1 Wolf war das erste Segelflugzeug der 1935 gegründeten Firma Sportflugzeugbau Göppingen Martin Schempp.

## Geschichte
Als Konkurrent zum Grunau Baby wurde es von den Konstrukteuren Wolf Hirth und Reinhold Seeger als abgestrebter Hochdecker in Holzbauweise ab 1934 entwickelt und gebaut. Trag- und Leitwerk sind teilweise mit Stoff bespannt, die Landekufe hat ein fest eingebautes Rad. 1936 verkleinerte man das Seitenruder etwas und baute Umströmschlitze vor das Querruder, da die Gö-1 leicht ins Trudeln geriet. Außerdem gab es eine voll kunstflugtaugliche Variante, die anstelle der einfachen eine V-Strebe an den Tragflächen hatte. Eine solche Maschine errang beim ersten internationalen Segelkunstflugwettbewerb 1939 in St. Germain bei Paris eine Silbermedaille.
Das erste Muster wurde von der britischen Firma National Aviation Displays Ltd. gekauft und von der englischen Segelfliegerin Joan Meakin im Flugzeugschlepp direkt nach London geflogen. Von 1935 bis 1940 wurden in Göppingen (ab 1938 in Kirchheim-Teck) etwa 100 Stück in Serie produziert. Weitere Gö 1 entstanden in Lizenz beim Naumburger Flugzeugbau.

## Technische Daten

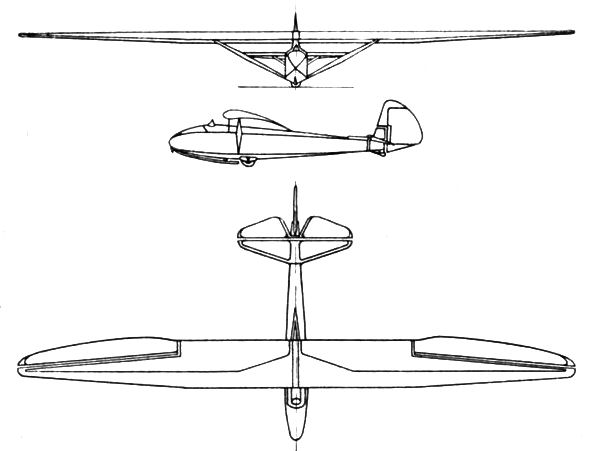
Dreiseitenansicht Schempp-Hirth Gö-1

| Kenngröße                | Daten                |
| ------------------------ | -------------------- |
| Besatzung                | 1                    |
| Länge                    | 6,3 m                |
| Spannweite               | 14 m                 |
| Höhe                     | 1,4 m                |
| Flügelfläche             | 14,5 m²              |
| Flügelstreckung          | 13,5                 |
| Flächenbelastung         | 14,6 kg/m²           |
| Gleitzahl                | 17 bei 60 km/h       |
| Geringstes Sinken        | 0,95 m/s bei 45 km/h |
| Leermasse                | 145 kg               |
| max. Startmasse          | 252 kg               |
| Minimale Geschwindigkeit | 45 km/h              |
| Höchstgeschwindigkeit    | 220 km/h             |

## Erhaltene Flugzeuge
- Gö-1 Wolf, D-15-2 /  im Deutschen Segelflugmuseum mit Modellflug, amerikanischer Nachbau von 1942[1]
- Gö-1 Wolf, D-9026 /  Nachbau von Otto Grau aus Ludwigsburg, der anhand von Originalplänen zwischen 1989 und 1993 entstand
- Gö-1 Wolf, D-15-926, D-0926 im Fliegenden Museum Hahnweide, Original aus dem Baujahr 1937, Baunummer 138[2]